# Meizu M6
Meizu M6 — смартфон, розроблений Meizu, що входить до серії «M». Був представлений 22 вересня 2017 року. Є наступником Meizu M5.

## Дизайн
Екран виконаний зі скла. Корпус смартфона виконаний з пластику з металічним напиленням.
Знизу розміщені роз'єм microUSB, динамік та стилізований під динамік мікрофон. Зверзу розташований 3.5 мм аудіороз'єм. З лівого боку смартфона розташований гібридний слот під 2 SIM-картки, або 1 SIM-картку і карту пам'яті формату MicroSD до 128 ГБ. З правого боку розміщені кнопки регулювання гучності та кнопка блокування смартфону. Сканер відбитку пальця вбудований в навігаційну кнопку mTouch.
В Україні Meizu M6 продавався в 4 кольорах: Matte Black (чорний), Moonlight Silver (сріблястий), Champanage Gold (золотий) та Electric Light Blue (синій).

## Технічні характеристики

### Платформа
Смартфон отримав процесор MediaTek MT6750, що був присутній у минулих моделей Meizu M5 та Meizu M3s, та графічний процесор Mali-T860MP2.

### Батарея
Батарея отримала об'єм 3070 мА·год та підтримку швидкої зарядки mCharge на 24 Вт.

### Камера
Смартфон отримав основну камеру 13 Мп, f/2.2 (ширококутний) з фазовим автофокусом та здатністю запису відео в роздільній здатності 1080p@30fps. Фронтальна камера отримала роздільність 8 Мп (ширококутний), світлосилу f/2.0 та здатність запису відео у роздільній здатності 1080p@30fps.

### Екран
Екран IPS LCD, 5.2'', 1280 × 720 (HD) зі співвідношенням сторін 16:9 та щільністю пікселів 282 ppi.

### Пам'ять
Смартфон продавався в комплектаціях 2/16 та 3/32 ГБ.

### Програмне забезпечення
Смартфон був випущений на Flyme 6.2, що базувалася на Android 7.0 Nougat. Був оновлений до Flyme 8.0.

## Рецензії
Оглядач з інформаційного порталу ITC.ua поставив Meizu M6 3.5 бали з 5. До мінусів він відніс дизайн з мінімальними змінами та низьку продуктивність. До плюсів оглядач відніс доступну ціну, якісний екран та автономність пристрою. У висновку він сказав, що це непоганий смартфон, що не оглядається на конкурентів. Змінювати стару модель на нову не має ніякого сенсу, але як перший смартфон, або заміна старій моделі може підійти, але є варіанти цікавіше.
Оглядач з Pingvin.Pro поставив смартфону 4.2 бали з 10. До плюсів смартфона відніс дизайн та зв'язок. До мінусів він відніс екран, пластиковий корпус, апаратну платформу, оптимізацію, прошивку, камери та автономність. Висновку оглядач сказав: «Meizu M6 хороший бюджетник компанії, яким не соромно буде користуватися. Так, він далеко не ідеальний, але й в ньому нема якихось значних недоліків, через які потрібно було би від нього відмовитися.»
Оглядач з Root-Nation розкритикував смартфон за його надто нудний дизайн, екран, платформу, камеру та акумулятор. Основними перевагами смартфона оглядач назвав Flyme та якісне програмне забезпечення. У підсумку він сказав, що смартфон добре виконує свої базові функції. Але є конкуренти, що за цю саму ціну мають кращі характеристики.